# تنگه ماتوچکین

نقشه تنگه ماتوچکین و جزایر نوایا زملیا

تنگه ماتوچکین (روسی: Ма́точкин Шар) تنگه‌ای به مساحت ۳۲۳ کیلومتر مربع است که دو جزیره سورنی و یوژنی واقع در مجمع‌الجزایر نوایا زملیا در شمال روسیه را از هم جدا می‌کند. این تنگه که از نظر ساختار، یک آبدره است؛ دریای بارنتز را به دریای کارا پیوند می‌دهد.